# León Bravo Escoi
León Bravo Escoi (Torreblanca, 26 de novembre de 1945) és un empresari i polític valencià, diputat a les Corts Valencianes durant la II Legislatura.
Treballà com a empresari del sector hortofrutícola i militava al PSPV-PSOE, partit del qual en fou secretari comarcal de la Plana Alta. Fou elegit diputat a les eleccions a les Corts Valencianes de 1987 i fou secretari de la Comissió d'Economia, Pressupostos i Hisenda de les Corts Valencianes.